# Betro (Sedati)
Betro is een bestuurslaag in het regentschap Sidoarjo van de provincie Oost-Java, Indonesië. Betro telt 8311 inwoners (volkstelling 2010).